# Colpotrochia claviventris
Colpotrochia claviventris là một loài tò vò trong họ Ichneumonidae.